# Treja Kirke
Treja Kirke er en kirkebygning i landsbyen Treja beliggende halvvejs mellem Slesvig by og Husum i Arns Herred i Sydslesvig. Kirken blev bygget på et centralt sted ved krydsningen af den i middelalderen stærk benyttede sejlrute på Trenen og en øst-vest-gående handelsvej (Friser- og Angelbovej). 
Den første kirke i Treja var en lille trækirke i romansk stil fra 1300, som omkring år 1400 blev afløst af en lidt større murstenskirke. Denne sengotiske stenkirke bestod af kor og skib (hovedrum), men blev 1757 udvidet mod vest. Samme år blev også murene forhøjet. Årstallet på muren over hoveddøren viser den dag i dagn dato for udvidelsen. Den nuværende tagrytter kom først til i 1912 og afløste den forhenværende klokkestabel.
Kirken er viet til eller tilegnet Sankt Nikolaus, der regnes som de søfarendes skytshelgen. Så det antages, at Treja-kirken også blev bygget på et tidspunkt, hvor Trenen stadig var sejlbar. Bådmændene ønskede at have et sted for tilbedelse for at bede om beskyttelsen af deres protektor eller for at takke ham for hans hjælp. Dette forklarer beliggenheden af kirken i umiddelbar nærhed af Trenen og stedet, hvor floden krydser vejen. Her var sandsynligvis et laste- og oplagringsområde, hvor bådmændene derfor gjorde ophold. Oprindeligt var det sandsynligvis kun et lille trækapel, bygget af overflod af træ i området. Ifølge professor Haupt, bygnings- og kunstmonumenter, stammer krucifikset i den nuværende kirke på sydvæggen ved prædikestolen fra omkring 1300, hvilket sandsynligvis er et levn fra den første kirke, som således er en ledetråd for kirken oprindelse. I øldre dokumenter nævnes imidlertid grundlæggelsesåret som 1400, hvilket henviser til opførelsen af stenkirken og ikke det originale trækapel. Kirken bærer i sin vestlige ende året 1757, tidspunktet for kirkens udvidelse. Kirken blev forsynet i 1912 med et klokketårn af træ.
Den senromanske døbefont er ligesom trækrucifikset fra omkring 1300. Prædikestolen fra 1603 er udført i renæssancestil med flere arkadefelter. Orglet er fra 1797 og bygget af orgelbygger J. H. Angel fra Flensborg. 
Menigheden hører til Nordfrislands kirkekreds i den nordtyske evangelisk-lutherske landskirke. Sognet omfatter byerne Treja og Sølvested (dog uden Esperstoft).